# Trogon de Cuba
El trogon de Cuba (Priotelus temnurus) és una espècie d'ocell de la família dels trogònids (Trogonidae) que habita en
regions boscoses de Cuba i l'illa de la Juventud.